# Liste des monuments historiques protégés en 1951
Cet article recense les monuments historiques français classés ou inscrits en 1951.

## Protections
| Édifice                                                                       | Commune                       | Département             | Région                     | Protection | Base Mérimée                         | Coordonnées                        | Image |
| ----------------------------------------------------------------------------- | ----------------------------- | ----------------------- | -------------------------- | ---------- | ------------------------------------ | ---------------------------------- | ----- |
| Abbaye de Crottet                                                             | Crottet                       | Ain                     | Auvergne-Rhône-Alpes       | inscrit    | « PA00116389 », notice no PA00116389 | 46° 16′ 43″ nord, 4° 53′ 32″ est   |       |
| Calvaire de Dingier                                                           | Salavre                       | Ain                     | Auvergne-Rhône-Alpes       | inscrit    | « PA00116392 », notice no PA00116392 | 46° 21′ 39″ nord, 5° 22′ 00″ est   |       |
| Église Saint-Martin                                                           | Laon                          | Aisne                   | Hauts-de-France            | inscrit    | « PA00115719 », notice no PA00115719 | 49° 33′ 45″ nord, 3° 36′ 43″ est   |       |
| Église Saint-Saturnin                                                         | Rocles                        | Allier                  | Auvergne-Rhône-Alpes       | inscrit    | « PA00093258 », notice no PA00093258 | 46° 25′ 23″ nord, 3° 01′ 52″ est   |       |
| Hôtel de Gassaud                                                              | Manosque                      | Alpes-de-Haute-Provence | Provence-Alpes-Côte d'Azur | inscrit    | « PA00080424 », notice no PA00080424 | 43° 49′ 58″ nord, 5° 47′ 00″ est   |       |
| Chapelle Notre-Dame-des-Fontaines                                             | La Brigue                     | Alpes-Maritimes         | Provence-Alpes-Côte d'Azur | classé     | « PA00080680 », notice no PA00080680 | 44° 03′ 44″ nord, 7° 39′ 15″ est   |       |
| Église Saint-Sauveur de Gairaut                                               | Nice                          | Alpes-Maritimes         | Provence-Alpes-Côte d'Azur | inscrit    | « PA00080789 », notice no PA00080789 | 43° 44′ 14″ nord, 7° 15′ 32″ est   |       |
| Église Sainte-Hélène                                                          | Nice                          | Alpes-Maritimes         | Provence-Alpes-Côte d'Azur | inscrit    | « PA00080790 », notice no PA00080790 | 43° 41′ 07″ nord, 7° 14′ 06″ est   |       |
| Mausolée de Lumone                                                            | Roquebrune-Cap-Martin         | Alpes-Maritimes         | Provence-Alpes-Côte d'Azur | classé     | « PA00080823 », notice no PA00080823 | 43° 45′ 30″ nord, 7° 28′ 25″ est   |       |
| Cocathédrale Saint-Michel                                                     | Sospel                        | Alpes-Maritimes         | Provence-Alpes-Côte d'Azur | classé     | « PA00080864 », notice no PA00080864 | 43° 52′ 37″ nord, 7° 26′ 48″ est   |       |
| Château de Vallauris                                                          | Vallauris                     | Alpes-Maritimes         | Provence-Alpes-Côte d'Azur | inscrit    | « PA00080906 », notice no PA00080906 | 43° 34′ 48″ nord, 7° 03′ 12″ est   |       |
| Église Saint-Sulpice                                                          | Mergey                        | Aube                    | Grand Est                  | inscrit    | « PA00078153 », notice no PA00078153 | 48° 23′ 17″ nord, 4° 00′ 15″ est   |       |
| Maison                                                                        | Alet-les-Bains                | Aude                    | Occitanie                  | inscrit    | « PA00102528 », notice no PA00102528 | 42° 59′ 48″ nord, 2° 15′ 20″ est   |       |
| Château d'Argeliers                                                           | Argeliers                     | Aude                    | Occitanie                  | inscrit    | « PA00102537 », notice no PA00102537 | 43° 18′ 44″ nord, 2° 54′ 39″ est   |       |
| Tour de Fabrezan                                                              | Fabrezan                      | Aude                    | Occitanie                  | inscrit    | « PA00102683 », notice no PA00102683 | 43° 08′ 08″ nord, 2° 41′ 54″ est   |       |
| Église Notre-Dame-des-Vals                                                    | Ginestas                      | Aude                    | Occitanie                  | inscrit    | « PA00102697 », notice no PA00102697 | 43° 16′ 03″ nord, 2° 52′ 17″ est   |       |
| Chapelle Saint-Michel                                                         | Homps                         | Aude                    | Occitanie                  | inscrit    | « PA00102703 », notice no PA00102703 | 43° 16′ 01″ nord, 2° 43′ 05″ est   |       |
| Église Saint-Félix                                                            | Lézignan-Corbières            | Aude                    | Occitanie                  | inscrit    | « PA00102743 », notice no PA00102743 | 43° 12′ 07″ nord, 2° 45′ 29″ est   |       |
| Maison                                                                        | Limoux                        | Aude                    | Occitanie                  | inscrit    | « PA00102750 », notice no PA00102750 | 43° 03′ 14″ nord, 2° 13′ 15″ est   |       |
| Fontaine                                                                      | Montazels                     | Aude                    | Occitanie                  | inscrit    | « PA00102775 », notice no PA00102775 | 42° 56′ 42″ nord, 2° 14′ 45″ est   |       |
| Église Notre-Dame des Olieux                                                  | Narbonne                      | Aude                    | Occitanie                  | inscrit    | « PA00102800 », notice no PA00102800 | 43° 08′ 57″ nord, 3° 03′ 18″ est   |       |
| Pont des États de Languedoc                                                   | Ornaisons                     | Aude                    | Occitanie                  | inscrit    | « PA00102843 », notice no PA00102843 | 43° 11′ 17″ nord, 2° 50′ 01″ est   |       |
| Église Saint-André                                                            | Pieusse                       | Aude                    | Occitanie                  | inscrit    | « PA00102859 », notice no PA00102859 | 43° 04′ 59″ nord, 2° 15′ 56″ est   |       |
| Église Saint-Cucufat                                                          | Saint-Couat-d'Aude            | Aude                    | Occitanie                  | inscrit    | « PA00102881 », notice no PA00102881 | 43° 12′ 12″ nord, 2° 37′ 50″ est   |       |
| Église Saint-Martin                                                           | Saint-Martin-des-Puits        | Aude                    | Occitanie                  | inscrit    | « PA00102885 », notice no PA00102885 | 43° 02′ 25″ nord, 2° 34′ 06″ est   |       |
| Église Notre-Dame                                                             | Termes                        | Aude                    | Occitanie                  | inscrit    | « PA00102908 », notice no PA00102908 | 43° 00′ 02″ nord, 2° 33′ 46″ est   |       |
| Croix                                                                         | La Tourette-Cabardès          | Aude                    | Occitanie                  | inscrit    | « PA00102909 », notice no PA00102909 | 43° 22′ 51″ nord, 2° 20′ 05″ est   |       |
| Château de l'Abbé                                                             | Ventenac-Cabardès             | Aude                    | Occitanie                  | inscrit    | « PA00102914 », notice no PA00102914 | 43° 15′ 58″ nord, 2° 17′ 02″ est   |       |
| Église Notre-Dame                                                             | Villegailhenc                 | Aude                    | Occitanie                  | inscrit    | « PA00102918 », notice no PA00102918 | 43° 16′ 07″ nord, 2° 21′ 15″ est   |       |
| Église Saint-Martin                                                           | Vinassan                      | Aude                    | Occitanie                  | inscrit    | « PA00102928 », notice no PA00102928 | 43° 12′ 10″ nord, 3° 04′ 26″ est   |       |
| Site archéologique de la Graufesenque                                         | Millau                        | Aveyron                 | Occitanie                  | inscrit    | « PA00094060 », notice no PA00094060 | 44° 05′ 47″ nord, 3° 05′ 34″ est   |       |
| Camp de concentration de Natzweiler-Struthof (actuel musée des Déportés)      | Natzwiller                    | Bas-Rhin                | Grand Est                  | classé     | « PA00084818 », notice no PA00084818 | 48° 27′ 14″ nord, 7° 14′ 58″ est   |       |
| Chapelle des Pénitents Blancs des Carmes                                      | Aix-en-Provence               | Bouches-du-Rhône        | Provence-Alpes-Côte d'Azur | inscrit    | « PA00080984 », notice no PA00080984 | 43° 31′ 43″ nord, 5° 26′ 52″ est   |       |
| Vieille Charité                                                               | Marseille                     | Bouches-du-Rhône        | Provence-Alpes-Côte d'Azur | classé     | « PA00081331 », notice no PA00081331 | 43° 18′ 02″ nord, 5° 22′ 05″ est   |       |
| Oppidum de Teste-Nègre                                                        | Les Pennes-Mirabeau           | Bouches-du-Rhône        | Provence-Alpes-Côte d'Azur | classé     | « PA00081404 », notice no PA00081404 | 43° 23′ 46″ nord, 5° 17′ 33″ est   |       |
| Château de Balleroy                                                           | Balleroy                      | Calvados                | Normandie                  | classé     | « PA00111028 », notice no PA00111028 | 49° 10′ 45″ nord, 0° 50′ 33″ ouest |       |
| Église Saint-Martin                                                           | Balleroy                      | Calvados                | Normandie                  | classé     | « PA00111029 », notice no PA00111029 | 49° 10′ 47″ nord, 0° 50′ 23″ ouest |       |
| Ancienne église du Vieux Saint-Sauveur                                        | Caen                          | Calvados                | Normandie                  | classé     | « PA00111140 », notice no PA00111140 | 49° 11′ 00″ nord, 0° 22′ 04″ ouest |       |
| Fortifications                                                                | Falaise                       | Calvados                | Normandie                  | inscrit    | « PA00111315 », notice no PA00111315 | 48° 53′ 52″ nord, 0° 12′ 04″ ouest |       |
| Menhir de la Roche Piquée                                                     | Saint-Germain-le-Vasson       | Calvados                | Normandie                  | classé     | « PA00111677 », notice no PA00111677 | 48° 59′ 48″ nord, 0° 19′ 14″ ouest |       |
| Menhir de Pierrelaye                                                          | Villy-Bocage                  | Calvados                | Normandie                  | classé     | « PA00111809 », notice no PA00111809 | 49° 06′ 12″ nord, 0° 39′ 26″ ouest |       |
| Tour aux Raines                                                               | Vire                          | Calvados                | Normandie                  | inscrit    | « PA00111819 », notice no PA00111819 | 48° 50′ 12″ nord, 0° 53′ 22″ ouest |       |
| Tour Saint-Sauveur                                                            | Vire                          | Calvados                | Normandie                  | inscrit    | « PA00111820 », notice no PA00111820 | 48° 50′ 16″ nord, 0° 53′ 23″ ouest |       |
| Anciens Haras de Salers                                                       | Salers                        | Cantal                  | Auvergne-Rhône-Alpes       | inscrit    | « PA00093669 », notice no PA00093669 | 45° 08′ 17″ nord, 2° 29′ 39″ est   |       |
| Maison                                                                        | Salers                        | Cantal                  | Auvergne-Rhône-Alpes       | inscrit    | « PA00093677 », notice no PA00093677 | 45° 08′ 15″ nord, 2° 29′ 36″ est   |       |
| Maison                                                                        | Salers                        | Cantal                  | Auvergne-Rhône-Alpes       | inscrit    | « PA00093681 », notice no PA00093681 | 45° 08′ 16″ nord, 2° 29′ 39″ est   |       |
| Maison de Bargues                                                             | Salers                        | Cantal                  | Auvergne-Rhône-Alpes       | classé     | « PA00093671 », notice no PA00093671 | 45° 08′ 16″ nord, 2° 29′ 39″ est   |       |
| Hospice                                                                       | Salers                        | Cantal                  | Auvergne-Rhône-Alpes       | inscrit    | « PA00093670 », notice no PA00093670 | 45° 08′ 21″ nord, 2° 29′ 51″ est   |       |
| Château de la Bastide                                                         | Salers                        | Cantal                  | Auvergne-Rhône-Alpes       | inscrit    | « PA00093672 », notice no PA00093672 | 45° 08′ 14″ nord, 2° 29′ 34″ est   |       |
| Maison                                                                        | Salers                        | Cantal                  | Auvergne-Rhône-Alpes       | inscrit    | « PA00093679 », notice no PA00093679 | 45° 08′ 15″ nord, 2° 29′ 38″ est   |       |
| Maison Lacombe                                                                | Salers                        | Cantal                  | Auvergne-Rhône-Alpes       | inscrit    | « PA00093682 », notice no PA00093682 | 45° 08′ 16″ nord, 2° 29′ 36″ est   |       |
| Église Saint-André                                                            | Angoulême                     | Charente                | Nouvelle-Aquitaine         | inscrit    | « PA00104207 », notice no PA00104207 | 45° 39′ 00″ nord, 0° 09′ 17″ est   |       |
| Couvent des Récollets                                                         | Cognac                        | Charente                | Nouvelle-Aquitaine         | inscrit    | « PA00104307 », notice no PA00104307 | 45° 41′ 40″ nord, 0° 19′ 37″ ouest |       |
| Logis des Tours                                                               | Villefagnan                   | Charente                | Nouvelle-Aquitaine         | inscrit    | « PA00104543 », notice no PA00104543 | 46° 00′ 43″ nord, 0° 04′ 54″ est   |       |
| Église Saint-Laurent du Gua                                                   | Le Gua                        | Charente-Maritime       | Nouvelle-Aquitaine         | classé     | « PA00104706 », notice no PA00104706 | 45° 43′ 32″ nord, 0° 56′ 35″ ouest |       |
| Musée du Nouveau Monde                                                        | La Rochelle                   | Charente-Maritime       | Nouvelle-Aquitaine         | inscrit    | « PA00104886 », notice no PA00104886 | 46° 09′ 42″ nord, 1° 09′ 04″ ouest |       |
| Abbaye de Montierneuf                                                         | Saint-Agnant                  | Charente-Maritime       | Nouvelle-Aquitaine         | classé     | « PA00105158 », notice no PA00105158 | 45° 52′ 34″ nord, 0° 57′ 00″ ouest |       |
| Maison des Sœurs                                                              | Collonges-la-Rouge            | Corrèze                 | Nouvelle-Aquitaine         | inscrit    | « PA00099731 », notice no PA00099731 | 45° 03′ 38″ nord, 1° 39′ 17″ est   |       |
| Maison                                                                        | Collonges-la-Rouge            | Corrèze                 | Nouvelle-Aquitaine         | inscrit    | « PA00099739 », notice no PA00099739 | 45° 03′ 37″ nord, 1° 39′ 16″ est   |       |
| Maison Salvant et Vallat                                                      | Collonges-la-Rouge            | Corrèze                 | Nouvelle-Aquitaine         | inscrit    | « PA00099729 », notice no PA00099729 | 45° 03′ 35″ nord, 1° 39′ 22″ est   |       |
| Maison Boutang du Peyrat                                                      | Collonges-la-Rouge            | Corrèze                 | Nouvelle-Aquitaine         | inscrit    | « PA00099733 », notice no PA00099733 | 45° 03′ 37″ nord, 1° 39′ 14″ est   |       |
| Maison Dey                                                                    | Collonges-la-Rouge            | Corrèze                 | Nouvelle-Aquitaine         | inscrit    | « PA00099735 », notice no PA00099735 | 45° 03′ 37″ nord, 1° 39′ 15″ est   |       |
| Maison du Docteur Faige                                                       | Collonges-la-Rouge            | Corrèze                 | Nouvelle-Aquitaine         | inscrit    | « PA00099736 », notice no PA00099736 | 45° 03′ 37″ nord, 1° 39′ 15″ est   |       |
| Maison Ramade de la Serre                                                     | Collonges-la-Rouge            | Corrèze                 | Nouvelle-Aquitaine         | inscrit    | « PA00099738 », notice no PA00099738 | 45° 03′ 40″ nord, 1° 39′ 17″ est   |       |
| Château du Martret                                                            | Collonges-la-Rouge            | Corrèze                 | Nouvelle-Aquitaine         | classé     | « PA00099719 », notice no PA00099719 | 45° 03′ 46″ nord, 1° 39′ 20″ est   |       |
| Ancienne mairie                                                               | Collonges-la-Rouge            | Corrèze                 | Nouvelle-Aquitaine         | inscrit    | « PA00099726 », notice no PA00099726 | 45° 03′ 42″ nord, 1° 39′ 17″ est   |       |
| Maison Julliot                                                                | Collonges-la-Rouge            | Corrèze                 | Nouvelle-Aquitaine         | inscrit    | « PA00099737 », notice no PA00099737 | 45° 03′ 36″ nord, 1° 39′ 10″ est   |       |
| Prieuré                                                                       | Collonges-la-Rouge            | Corrèze                 | Nouvelle-Aquitaine         | inscrit    | « PA00099742 », notice no PA00099742 | 45° 03′ 38″ nord, 1° 39′ 16″ est   |       |
| Maison Bonyt                                                                  | Collonges-la-Rouge            | Corrèze                 | Nouvelle-Aquitaine         | inscrit    | « PA00099734 », notice no PA00099734 | 45° 03′ 37″ nord, 1° 39′ 12″ est   |       |
| Château du Guildo                                                             | Créhen                        | Côtes-d'Armor           | Bretagne                   | inscrit    | « PA00089069 », notice no PA00089069 | 48° 37′ 48″ nord, 2° 15′ 24″ ouest |       |
| Croix de Bonabry                                                              | Hillion                       | Côtes-d'Armor           | Bretagne                   | classé     | « PA00089204 », notice no PA00089204 | 48° 30′ 57″ nord, 2° 39′ 22″ ouest |       |
| Château du Bois de la Motte                                                   | Pleslin-Trigavou              | Côtes-d'Armor           | Bretagne                   | inscrit    | « PA00089424 », notice no PA00089424 | 48° 31′ 07″ nord, 2° 05′ 22″ ouest |       |
| Allée couverte de Mélus                                                       | Ploubazlanec                  | Côtes-d'Armor           | Bretagne                   | classé     | « PA00089461 », notice no PA00089461 | 48° 48′ 59″ nord, 3° 04′ 18″ ouest |       |
| La Grande Maison, actuellement Trésor Public                                  | Quintin                       | Côtes-d'Armor           | Bretagne                   | inscrit    | « PA00089563 », notice no PA00089563 | 48° 24′ 12″ nord, 2° 54′ 46″ ouest |       |
| Anciennes fortifications                                                      | Quintin                       | Côtes-d'Armor           | Bretagne                   | inscrit    | « PA00089558 », notice no PA00089558 | 48° 24′ 11″ nord, 2° 54′ 28″ ouest |       |
| Château de Quintin                                                            | Quintin                       | Côtes-d'Armor           | Bretagne                   | inscrit    | « PA00089554 », notice no PA00089554 | 48° 24′ 11″ nord, 2° 54′ 31″ ouest |       |
| Restes de l'église Saint-Thuriau                                              | Quintin                       | Côtes-d'Armor           | Bretagne                   | inscrit    | « PA00089555 », notice no PA00089555 | 48° 24′ 11″ nord, 2° 55′ 16″ ouest |       |
| Maison du XVIIIe siècle                                                       | Quintin                       | Côtes-d'Armor           | Bretagne                   | inscrit    | « PA00089560 », notice no PA00089560 | 48° 24′ 17″ nord, 2° 54′ 36″ ouest |       |
| Deux maisons                                                                  | Quintin                       | Côtes-d'Armor           | Bretagne                   | inscrit    | « PA00089565 », notice no PA00089565 | 48° 24′ 13″ nord, 2° 54′ 31″ ouest |       |
| Maison                                                                        | Quintin                       | Côtes-d'Armor           | Bretagne                   | inscrit    | « PA00089561 », notice no PA00089561 | 48° 24′ 12″ nord, 2° 54′ 39″ ouest |       |
| Église Notre-Dame de Runan et cimetière                                       | Runan                         | Côtes-d'Armor           | Bretagne                   | classé     | « PA00089576 », notice no PA00089576 | 48° 41′ 38″ nord, 3° 12′ 49″ ouest |       |
| Remparts de Parthenay                                                         | Parthenay                     | Deux-Sèvres             | Nouvelle-Aquitaine         | classé     | « PA00101314 », notice no PA00101314 | 46° 39′ 08″ nord, 0° 14′ 58″ ouest |       |
| Château de Rastignac                                                          | La Bachellerie                | Dordogne                | Nouvelle-Aquitaine         | classé     | « PA00082331 », notice no PA00082331 | 45° 08′ 55″ nord, 1° 08′ 21″ est   |       |
| Ancienne abbaye Notre-Dame de Ligueux                                         | Ligueux                       | Dordogne                | Nouvelle-Aquitaine         | inscrit    | « PA00082613 », notice no PA00082613 | 45° 18′ 37″ nord, 0° 49′ 10″ est   |       |
| Église Saint-Matthieu                                                         | Orliac                        | Dordogne                | Nouvelle-Aquitaine         | inscrit    | « PA00082715 », notice no PA00082715 | 44° 43′ 00″ nord, 1° 04′ 06″ est   |       |
| Château de Tarde                                                              | La Roque-Gageac               | Dordogne                | Nouvelle-Aquitaine         | classé     | « PA00082785 », notice no PA00082785 | 44° 49′ 34″ nord, 1° 10′ 57″ est   |       |
| Collégiale Saint-Sauveur                                                      | Grignan                       | Drôme                   | Auvergne-Rhône-Alpes       | classé     | « PA00116962 », notice no PA00116962 | 44° 25′ 08″ nord, 4° 54′ 32″ est   |       |
| Château du Saussay                                                            | Ballancourt-sur-Essonne       | Essonne                 | Île-de-France              | inscrit    | « PA00087811 », notice no PA00087811 | 48° 31′ 06″ nord, 2° 22′ 26″ est   |       |
| Château d'Acquigny                                                            | Acquigny                      | Eure                    | Normandie                  | inscrit    | « PA00099290 », notice no PA00099290 | 49° 10′ 20″ nord, 1° 11′ 15″ est   |       |
| Château de la Folletière                                                      | Neuilly                       | Eure                    | Normandie                  | inscrit    | « PA00099499 », notice no PA00099499 | 48° 56′ 37″ nord, 1° 25′ 05″ est   |       |
| Château de Serquigny                                                          | Serquigny                     | Eure                    | Normandie                  | inscrit    | « PA00099577 », notice no PA00099577 | 49° 06′ 22″ nord, 0° 42′ 34″ est   |       |
| Ferme de Surville                                                             | Surville                      | Eure                    | Normandie                  | inscrit    | « PA00099580 », notice no PA00099580 | 49° 12′ 00″ nord, 1° 06′ 00″ est   |       |
| Fanum de Cracouville                                                          | Le Vieil-Évreux               | Eure                    | Normandie                  | classé     | « PA00099625 », notice no PA00099625 | 48° 59′ 28″ nord, 1° 13′ 16″ est   |       |
| Dolmen et polissoir de la Ferme Brûlée                                        | Sorel-Moussel                 | Eure-et-Loir            | Centre-Val de Loire        | inscrit    | « PA00097216 », notice no PA00097216 | 48° 49′ 04″ nord, 1° 21′ 31″ est   |       |
| Chapelle Saint-Jean de Tréboul                                                | Douarnenez                    | Finistère               | Bretagne                   | classé     | « PA00089911 », notice no PA00089911 | 48° 06′ 03″ nord, 4° 20′ 48″ ouest |       |
| Maison                                                                        | Le Faou                       | Finistère               | Bretagne                   | inscrit    | « PA00089930 », notice no PA00089930 | 48° 17′ 39″ nord, 4° 10′ 46″ ouest |       |
| Maison                                                                        | Le Faou                       | Finistère               | Bretagne                   | inscrit    | « PA00089932 », notice no PA00089932 | 48° 17′ 39″ nord, 4° 10′ 47″ ouest |       |
| Maison                                                                        | Le Faou                       | Finistère               | Bretagne                   | inscrit    | « PA00089948 », notice no PA00089948 | 48° 17′ 41″ nord, 4° 10′ 48″ ouest |       |
| Maison                                                                        | Le Faou                       | Finistère               | Bretagne                   | inscrit    | « PA00089940 », notice no PA00089940 | 48° 17′ 43″ nord, 4° 10′ 48″ ouest |       |
| Maison                                                                        | Le Faou                       | Finistère               | Bretagne                   | inscrit    | « PA00089951 », notice no PA00089951 | 48° 17′ 38″ nord, 4° 10′ 45″ ouest |       |
| Maison                                                                        | Le Faou                       | Finistère               | Bretagne                   | inscrit    | « PA00089931 », notice no PA00089931 | 48° 17′ 38″ nord, 4° 10′ 46″ ouest |       |
| Maison                                                                        | Le Faou                       | Finistère               | Bretagne                   | inscrit    | « PA00089939 », notice no PA00089939 | 48° 17′ 44″ nord, 4° 10′ 50″ ouest |       |
| Maison                                                                        | Le Faou                       | Finistère               | Bretagne                   | inscrit    | « PA00089945 », notice no PA00089945 | 48° 17′ 40″ nord, 4° 10′ 45″ ouest |       |
| Maison                                                                        | Le Faou                       | Finistère               | Bretagne                   | inscrit    | « PA00089946 », notice no PA00089946 | 48° 17′ 40″ nord, 4° 10′ 46″ ouest |       |
| Maison                                                                        | Le Faou                       | Finistère               | Bretagne                   | inscrit    | « PA00089929 », notice no PA00089929 | 48° 17′ 39″ nord, 4° 10′ 46″ ouest |       |
| Maison                                                                        | Le Faou                       | Finistère               | Bretagne                   | inscrit    | « PA00089941 », notice no PA00089941 | 48° 17′ 43″ nord, 4° 10′ 48″ ouest |       |
| Maison                                                                        | Le Faou                       | Finistère               | Bretagne                   | inscrit    | « PA00089942 », notice no PA00089942 | 48° 17′ 42″ nord, 4° 10′ 48″ ouest |       |
| Maison                                                                        | Le Faou                       | Finistère               | Bretagne                   | inscrit    | « PA00089947 », notice no PA00089947 | 48° 17′ 41″ nord, 4° 10′ 46″ ouest |       |
| Maison                                                                        | Le Faou                       | Finistère               | Bretagne                   | inscrit    | « PA00089950 », notice no PA00089950 | 48° 17′ 38″ nord, 4° 10′ 45″ ouest |       |
| Maison                                                                        | Le Faou                       | Finistère               | Bretagne                   | inscrit    | « PA00089944 », notice no PA00089944 | 48° 17′ 41″ nord, 4° 10′ 46″ ouest |       |
| Maison                                                                        | Le Faou                       | Finistère               | Bretagne                   | inscrit    | « PA00089949 », notice no PA00089949 | 48° 17′ 41″ nord, 4° 10′ 48″ ouest |       |
| Église Notre-Dame de Ploujean                                                 | Morlaix                       | Finistère               | Bretagne                   | classé     | « PA00090127 », notice no PA00090127 | 48° 36′ 19″ nord, 3° 50′ 03″ ouest |       |
| Église Saint-Demet de Plozévet                                                | Plozévet                      | Finistère               | Bretagne                   | inscrit    | « PA00090280 », notice no PA00090280 | 47° 59′ 10″ nord, 4° 25′ 36″ ouest |       |
| Allée couverte de Coat Luzuen                                                 | Pont-Aven                     | Finistère               | Bretagne                   | classé     | « PA00090290 », notice no PA00090290 | 47° 53′ 54″ nord, 3° 47′ 20″ ouest |       |
| Maison                                                                        | Quimper                       | Finistère               | Bretagne                   | inscrit    | « PA00090361 », notice no PA00090361 | 47° 59′ 45″ nord, 4° 06′ 11″ ouest |       |
| Église Saint-Étienne du Cailar                                                | Le Cailar                     | Gard                    | Occitanie                  | inscrit    | « PA00103029 », notice no PA00103029 | 43° 40′ 27″ nord, 4° 14′ 15″ est   |       |
| Citadelle de Pont-Saint-Esprit                                                | Pont-Saint-Esprit             | Gard                    | Occitanie                  | inscrit    | « PA00103160 », notice no PA00103160 | 44° 15′ 32″ nord, 4° 39′ 00″ est   |       |
| Château de L'Isle-Bouzon                                                      | L'Isle-Bouzon                 | Gers                    | Occitanie                  | inscrit    | « PA00094809 », notice no PA00094809 | 43° 55′ 42″ nord, 0° 43′ 41″ est   |       |
| Immeuble                                                                      | Bordeaux                      | Gironde                 | Nouvelle-Aquitaine         | inscrit    | « PA00083252 », notice no PA00083252 | 44° 50′ 26″ nord, 0° 34′ 10″ ouest |       |
| Immeuble                                                                      | Bordeaux                      | Gironde                 | Nouvelle-Aquitaine         | inscrit    | « PA00083253 », notice no PA00083253 | 44° 50′ 25″ nord, 0° 34′ 10″ ouest |       |
| Immeuble                                                                      | Bordeaux                      | Gironde                 | Nouvelle-Aquitaine         | inscrit    | « PA00083254 », notice no PA00083254 | 44° 50′ 25″ nord, 0° 34′ 10″ ouest |       |
| Immeuble                                                                      | Bordeaux                      | Gironde                 | Nouvelle-Aquitaine         | inscrit    | « PA00083257 », notice no PA00083257 | 44° 50′ 24″ nord, 0° 34′ 10″ ouest |       |
| Immeuble                                                                      | Bordeaux                      | Gironde                 | Nouvelle-Aquitaine         | inscrit    | « PA00083265 », notice no PA00083265 | 44° 50′ 06″ nord, 0° 33′ 51″ ouest |       |
| Immeuble                                                                      | Bordeaux                      | Gironde                 | Nouvelle-Aquitaine         | inscrit    | « PA00083269 », notice no PA00083269 | 44° 50′ 05″ nord, 0° 33′ 51″ ouest |       |
| Immeuble                                                                      | Bordeaux                      | Gironde                 | Nouvelle-Aquitaine         | inscrit    | « PA00083270 », notice no PA00083270 | 44° 50′ 05″ nord, 0° 33′ 50″ ouest |       |
| Immeuble                                                                      | Bordeaux                      | Gironde                 | Nouvelle-Aquitaine         | inscrit    | « PA00083271 », notice no PA00083271 | 44° 50′ 05″ nord, 0° 33′ 50″ ouest |       |
| Immeuble                                                                      | Bordeaux                      | Gironde                 | Nouvelle-Aquitaine         | inscrit    | « PA00083304 », notice no PA00083304 | 44° 50′ 20″ nord, 0° 34′ 06″ ouest |       |
| Immeuble                                                                      | Bordeaux                      | Gironde                 | Nouvelle-Aquitaine         | inscrit    | « PA00083307 », notice no PA00083307 | 44° 50′ 23″ nord, 0° 34′ 08″ ouest |       |
| Immeuble                                                                      | Bordeaux                      | Gironde                 | Nouvelle-Aquitaine         | inscrit    | « PA00083312 », notice no PA00083312 | 44° 50′ 22″ nord, 0° 34′ 07″ ouest |       |
| Immeuble                                                                      | Bordeaux                      | Gironde                 | Nouvelle-Aquitaine         | inscrit    | « PA00083326 », notice no PA00083326 | 44° 50′ 20″ nord, 0° 34′ 06″ ouest |       |
| Immeuble                                                                      | Bordeaux                      | Gironde                 | Nouvelle-Aquitaine         | inscrit    | « PA00083327 », notice no PA00083327 | 44° 50′ 20″ nord, 0° 34′ 06″ ouest |       |
| Immeuble                                                                      | Bordeaux                      | Gironde                 | Nouvelle-Aquitaine         | inscrit    | « PA00083335 », notice no PA00083335 | 44° 50′ 19″ nord, 0° 34′ 05″ ouest |       |
| Immeuble                                                                      | Bordeaux                      | Gironde                 | Nouvelle-Aquitaine         | inscrit    | « PA00083337 », notice no PA00083337 | 44° 50′ 18″ nord, 0° 34′ 04″ ouest |       |
| Immeuble                                                                      | Bordeaux                      | Gironde                 | Nouvelle-Aquitaine         | inscrit    | « PA00083338 », notice no PA00083338 | 44° 50′ 18″ nord, 0° 34′ 04″ ouest |       |
| Immeuble                                                                      | Bordeaux                      | Gironde                 | Nouvelle-Aquitaine         | inscrit    | « PA00083343 », notice no PA00083343 | 44° 50′ 17″ nord, 0° 34′ 04″ ouest |       |
| Immeuble                                                                      | Bordeaux                      | Gironde                 | Nouvelle-Aquitaine         | inscrit    | « PA00083345 », notice no PA00083345 | 44° 50′ 16″ nord, 0° 34′ 03″ ouest |       |
| Immeuble                                                                      | Bordeaux                      | Gironde                 | Nouvelle-Aquitaine         | inscrit    | « PA00083351 », notice no PA00083351 | 44° 50′ 15″ nord, 0° 34′ 01″ ouest |       |
| Immeuble                                                                      | Bordeaux                      | Gironde                 | Nouvelle-Aquitaine         | inscrit    | « PA00083358 », notice no PA00083358 | 44° 50′ 14″ nord, 0° 34′ 00″ ouest |       |
| Immeuble                                                                      | Bordeaux                      | Gironde                 | Nouvelle-Aquitaine         | inscrit    | « PA00083359 », notice no PA00083359 | 44° 50′ 14″ nord, 0° 34′ 00″ ouest |       |
| Immeuble                                                                      | Bordeaux                      | Gironde                 | Nouvelle-Aquitaine         | inscrit    | « PA00083370 », notice no PA00083370 | 44° 50′ 10″ nord, 0° 33′ 56″ ouest |       |
| Immeuble                                                                      | Bordeaux                      | Gironde                 | Nouvelle-Aquitaine         | inscrit    | « PA00083379 », notice no PA00083379 | 44° 50′ 08″ nord, 0° 33′ 54″ ouest |       |
| Immeuble                                                                      | Bordeaux                      | Gironde                 | Nouvelle-Aquitaine         | inscrit    | « PA00083386 », notice no PA00083386 | 44° 50′ 07″ nord, 0° 33′ 53″ ouest |       |
| Immeuble                                                                      | Bordeaux                      | Gironde                 | Nouvelle-Aquitaine         | inscrit    | « PA00083389 », notice no PA00083389 | 44° 50′ 07″ nord, 0° 33′ 52″ ouest |       |
| Immeuble                                                                      | Bordeaux                      | Gironde                 | Nouvelle-Aquitaine         | inscrit    | « PA00083398 », notice no PA00083398 | 44° 50′ 11″ nord, 0° 33′ 59″ ouest |       |
| Immeuble                                                                      | Bordeaux                      | Gironde                 | Nouvelle-Aquitaine         | inscrit    | « PA00083214 », notice no PA00083214 | 44° 50′ 10″ nord, 0° 33′ 56″ ouest |       |
| Immeuble                                                                      | Bordeaux                      | Gironde                 | Nouvelle-Aquitaine         | inscrit    | « PA00083221 », notice no PA00083221 | 44° 50′ 12″ nord, 0° 33′ 59″ ouest |       |
| Immeuble                                                                      | Bordeaux                      | Gironde                 | Nouvelle-Aquitaine         | inscrit    | « PA00083222 », notice no PA00083222 | 44° 50′ 12″ nord, 0° 33′ 59″ ouest |       |
| Immeuble                                                                      | Bordeaux                      | Gironde                 | Nouvelle-Aquitaine         | inscrit    | « PA00083216 », notice no PA00083216 | 44° 50′ 10″ nord, 0° 33′ 57″ ouest |       |
| Immeuble                                                                      | Bordeaux                      | Gironde                 | Nouvelle-Aquitaine         | inscrit    | « PA00083305 », notice no PA00083305 | 44° 50′ 24″ nord, 0° 34′ 09″ ouest |       |
| Immeuble                                                                      | Bordeaux                      | Gironde                 | Nouvelle-Aquitaine         | inscrit    | « PA00083310 », notice no PA00083310 | 44° 50′ 23″ nord, 0° 34′ 08″ ouest |       |
| Immeuble                                                                      | Bordeaux                      | Gironde                 | Nouvelle-Aquitaine         | inscrit    | « PA00083313 », notice no PA00083313 | 44° 50′ 22″ nord, 0° 34′ 07″ ouest |       |
| Immeuble                                                                      | Bordeaux                      | Gironde                 | Nouvelle-Aquitaine         | inscrit    | « PA00083315 », notice no PA00083315 | 44° 50′ 22″ nord, 0° 34′ 07″ ouest |       |
| Immeuble                                                                      | Bordeaux                      | Gironde                 | Nouvelle-Aquitaine         | inscrit    | « PA00083316 », notice no PA00083316 | 44° 50′ 22″ nord, 0° 34′ 07″ ouest |       |
| Immeuble                                                                      | Bordeaux                      | Gironde                 | Nouvelle-Aquitaine         | inscrit    | « PA00083318 », notice no PA00083318 | 44° 50′ 21″ nord, 0° 34′ 07″ ouest |       |
| Immeuble                                                                      | Bordeaux                      | Gironde                 | Nouvelle-Aquitaine         | inscrit    | « PA00083322 », notice no PA00083322 | 44° 50′ 21″ nord, 0° 34′ 06″ ouest |       |
| Immeuble                                                                      | Bordeaux                      | Gironde                 | Nouvelle-Aquitaine         | inscrit    | « PA00083324 », notice no PA00083324 | 44° 50′ 21″ nord, 0° 34′ 06″ ouest |       |
| Immeuble                                                                      | Bordeaux                      | Gironde                 | Nouvelle-Aquitaine         | inscrit    | « PA00083328 », notice no PA00083328 | 44° 50′ 20″ nord, 0° 34′ 05″ ouest |       |
| Immeuble                                                                      | Bordeaux                      | Gironde                 | Nouvelle-Aquitaine         | inscrit    | « PA00083331 », notice no PA00083331 | 44° 50′ 19″ nord, 0° 34′ 05″ ouest |       |
| Immeuble                                                                      | Bordeaux                      | Gironde                 | Nouvelle-Aquitaine         | inscrit    | « PA00083334 », notice no PA00083334 | 44° 50′ 19″ nord, 0° 34′ 05″ ouest |       |
| Immeuble                                                                      | Bordeaux                      | Gironde                 | Nouvelle-Aquitaine         | inscrit    | « PA00083336 », notice no PA00083336 | 44° 50′ 19″ nord, 0° 34′ 05″ ouest |       |
| Immeuble                                                                      | Bordeaux                      | Gironde                 | Nouvelle-Aquitaine         | inscrit    | « PA00083342 », notice no PA00083342 | 44° 50′ 17″ nord, 0° 34′ 04″ ouest |       |
| Immeuble                                                                      | Bordeaux                      | Gironde                 | Nouvelle-Aquitaine         | inscrit    | « PA00083349 », notice no PA00083349 | 44° 50′ 16″ nord, 0° 34′ 02″ ouest |       |
| Immeuble                                                                      | Bordeaux                      | Gironde                 | Nouvelle-Aquitaine         | inscrit    | « PA00083352 », notice no PA00083352 | 44° 50′ 15″ nord, 0° 34′ 01″ ouest |       |
| Immeuble                                                                      | Bordeaux                      | Gironde                 | Nouvelle-Aquitaine         | inscrit    | « PA00083353 », notice no PA00083353 | 44° 50′ 15″ nord, 0° 34′ 01″ ouest |       |
| Immeuble                                                                      | Bordeaux                      | Gironde                 | Nouvelle-Aquitaine         | inscrit    | « PA00083354 », notice no PA00083354 | 44° 50′ 15″ nord, 0° 34′ 01″ ouest |       |
| Immeuble                                                                      | Bordeaux                      | Gironde                 | Nouvelle-Aquitaine         | inscrit    | « PA00083356 », notice no PA00083356 | 44° 50′ 14″ nord, 0° 34′ 00″ ouest |       |
| Immeuble                                                                      | Bordeaux                      | Gironde                 | Nouvelle-Aquitaine         | inscrit    | « PA00083360 », notice no PA00083360 | 44° 50′ 14″ nord, 0° 34′ 00″ ouest |       |
| Immeuble                                                                      | Bordeaux                      | Gironde                 | Nouvelle-Aquitaine         | inscrit    | « PA00083361 », notice no PA00083361 | 44° 50′ 14″ nord, 0° 34′ 00″ ouest |       |
| Immeuble                                                                      | Bordeaux                      | Gironde                 | Nouvelle-Aquitaine         | inscrit    | « PA00083362 », notice no PA00083362 | 44° 50′ 13″ nord, 0° 33′ 59″ ouest |       |
| Immeuble                                                                      | Bordeaux                      | Gironde                 | Nouvelle-Aquitaine         | inscrit    | « PA00083366 », notice no PA00083366 | 44° 50′ 13″ nord, 0° 33′ 59″ ouest |       |
| Immeuble                                                                      | Bordeaux                      | Gironde                 | Nouvelle-Aquitaine         | inscrit    | « PA00083368 », notice no PA00083368 | 44° 50′ 10″ nord, 0° 33′ 56″ ouest |       |
| Immeuble                                                                      | Bordeaux                      | Gironde                 | Nouvelle-Aquitaine         | inscrit    | « PA00083372 », notice no PA00083372 | 44° 50′ 09″ nord, 0° 33′ 55″ ouest |       |
| Immeuble                                                                      | Bordeaux                      | Gironde                 | Nouvelle-Aquitaine         | inscrit    | « PA00083375 », notice no PA00083375 | 44° 50′ 09″ nord, 0° 33′ 55″ ouest |       |
| Immeuble                                                                      | Bordeaux                      | Gironde                 | Nouvelle-Aquitaine         | inscrit    | « PA00083376 », notice no PA00083376 | 44° 50′ 09″ nord, 0° 33′ 55″ ouest |       |
| Immeuble                                                                      | Bordeaux                      | Gironde                 | Nouvelle-Aquitaine         | inscrit    | « PA00083384 », notice no PA00083384 | 44° 50′ 07″ nord, 0° 33′ 53″ ouest |       |
| Immeuble                                                                      | Bordeaux                      | Gironde                 | Nouvelle-Aquitaine         | inscrit    | « PA00083220 », notice no PA00083220 | 44° 50′ 11″ nord, 0° 33′ 59″ ouest |       |
| Immeuble                                                                      | Bordeaux                      | Gironde                 | Nouvelle-Aquitaine         | inscrit    | « PA00083225 », notice no PA00083225 | 44° 50′ 12″ nord, 0° 33′ 59″ ouest |       |
| Immeuble                                                                      | Bordeaux                      | Gironde                 | Nouvelle-Aquitaine         | inscrit    | « PA00083226 », notice no PA00083226 | 44° 50′ 13″ nord, 0° 33′ 59″ ouest |       |
| Immeuble                                                                      | Bordeaux                      | Gironde                 | Nouvelle-Aquitaine         | inscrit    | « PA00083255 », notice no PA00083255 | 44° 50′ 25″ nord, 0° 34′ 10″ ouest |       |
| Immeuble                                                                      | Bordeaux                      | Gironde                 | Nouvelle-Aquitaine         | inscrit    | « PA00083256 », notice no PA00083256 | 44° 50′ 25″ nord, 0° 34′ 10″ ouest |       |
| Immeuble                                                                      | Bordeaux                      | Gironde                 | Nouvelle-Aquitaine         | inscrit    | « PA00083258 », notice no PA00083258 | 44° 50′ 24″ nord, 0° 34′ 09″ ouest |       |
| Immeuble                                                                      | Bordeaux                      | Gironde                 | Nouvelle-Aquitaine         | inscrit    | « PA00083263 », notice no PA00083263 | 44° 50′ 06″ nord, 0° 33′ 52″ ouest |       |
| Immeuble                                                                      | Bordeaux                      | Gironde                 | Nouvelle-Aquitaine         | inscrit    | « PA00083266 », notice no PA00083266 | 44° 50′ 05″ nord, 0° 33′ 51″ ouest |       |
| Immeuble                                                                      | Bordeaux                      | Gironde                 | Nouvelle-Aquitaine         | inscrit    | « PA00083267 », notice no PA00083267 | 44° 50′ 05″ nord, 0° 33′ 51″ ouest |       |
| Immeuble                                                                      | Bordeaux                      | Gironde                 | Nouvelle-Aquitaine         | inscrit    | « PA00083306 », notice no PA00083306 | 44° 50′ 24″ nord, 0° 34′ 08″ ouest |       |
| Immeuble                                                                      | Bordeaux                      | Gironde                 | Nouvelle-Aquitaine         | inscrit    | « PA00083308 », notice no PA00083308 | 44° 50′ 23″ nord, 0° 34′ 08″ ouest |       |
| Immeuble                                                                      | Bordeaux                      | Gironde                 | Nouvelle-Aquitaine         | inscrit    | « PA00083309 », notice no PA00083309 | 44° 50′ 23″ nord, 0° 34′ 08″ ouest |       |
| Immeuble                                                                      | Bordeaux                      | Gironde                 | Nouvelle-Aquitaine         | inscrit    | « PA00083319 », notice no PA00083319 | 44° 50′ 21″ nord, 0° 34′ 07″ ouest |       |
| Immeuble                                                                      | Bordeaux                      | Gironde                 | Nouvelle-Aquitaine         | inscrit    | « PA00083320 », notice no PA00083320 | 44° 50′ 21″ nord, 0° 34′ 06″ ouest |       |
| Immeuble                                                                      | Bordeaux                      | Gironde                 | Nouvelle-Aquitaine         | inscrit    | « PA00083325 », notice no PA00083325 | 44° 50′ 20″ nord, 0° 34′ 06″ ouest |       |
| Immeuble                                                                      | Bordeaux                      | Gironde                 | Nouvelle-Aquitaine         | inscrit    | « PA00083329 », notice no PA00083329 | 44° 50′ 20″ nord, 0° 34′ 05″ ouest |       |
| Immeuble                                                                      | Bordeaux                      | Gironde                 | Nouvelle-Aquitaine         | inscrit    | « PA00083330 », notice no PA00083330 | 44° 50′ 19″ nord, 0° 34′ 05″ ouest |       |
| Immeuble                                                                      | Bordeaux                      | Gironde                 | Nouvelle-Aquitaine         | inscrit    | « PA00083332 », notice no PA00083332 | 44° 50′ 19″ nord, 0° 34′ 05″ ouest |       |
| Immeuble                                                                      | Bordeaux                      | Gironde                 | Nouvelle-Aquitaine         | inscrit    | « PA00083333 », notice no PA00083333 | 44° 50′ 19″ nord, 0° 34′ 05″ ouest |       |
| Immeuble                                                                      | Bordeaux                      | Gironde                 | Nouvelle-Aquitaine         | inscrit    | « PA00083339 », notice no PA00083339 | 44° 50′ 18″ nord, 0° 34′ 04″ ouest |       |
| Immeuble                                                                      | Bordeaux                      | Gironde                 | Nouvelle-Aquitaine         | inscrit    | « PA00083340 », notice no PA00083340 | 44° 50′ 18″ nord, 0° 34′ 04″ ouest |       |
| Immeuble                                                                      | Bordeaux                      | Gironde                 | Nouvelle-Aquitaine         | inscrit    | « PA00083346 », notice no PA00083346 | 44° 50′ 16″ nord, 0° 34′ 02″ ouest |       |
| Immeuble                                                                      | Bordeaux                      | Gironde                 | Nouvelle-Aquitaine         | inscrit    | « PA00083348 », notice no PA00083348 | 44° 50′ 16″ nord, 0° 34′ 02″ ouest |       |
| Immeuble                                                                      | Bordeaux                      | Gironde                 | Nouvelle-Aquitaine         | inscrit    | « PA00083357 », notice no PA00083357 | 44° 50′ 14″ nord, 0° 34′ 00″ ouest |       |
| Immeuble                                                                      | Bordeaux                      | Gironde                 | Nouvelle-Aquitaine         | inscrit    | « PA00083380 », notice no PA00083380 | 44° 50′ 08″ nord, 0° 33′ 54″ ouest |       |
| Immeuble                                                                      | Bordeaux                      | Gironde                 | Nouvelle-Aquitaine         | inscrit    | « PA00083382 », notice no PA00083382 | 44° 50′ 08″ nord, 0° 33′ 53″ ouest |       |
| Immeuble                                                                      | Bordeaux                      | Gironde                 | Nouvelle-Aquitaine         | inscrit    | « PA00083383 », notice no PA00083383 | 44° 50′ 07″ nord, 0° 33′ 53″ ouest |       |
| Immeuble                                                                      | Bordeaux                      | Gironde                 | Nouvelle-Aquitaine         | inscrit    | « PA00083387 », notice no PA00083387 | 44° 50′ 07″ nord, 0° 33′ 53″ ouest |       |
| Immeuble                                                                      | Bordeaux                      | Gironde                 | Nouvelle-Aquitaine         | inscrit    | « PA00083388 », notice no PA00083388 | 44° 50′ 07″ nord, 0° 33′ 52″ ouest |       |
| Immeuble                                                                      | Bordeaux                      | Gironde                 | Nouvelle-Aquitaine         | inscrit    | « PA00083400 », notice no PA00083400 | 44° 50′ 11″ nord, 0° 34′ 00″ ouest |       |
| Immeuble                                                                      | Bordeaux                      | Gironde                 | Nouvelle-Aquitaine         | inscrit    | « PA00083217 », notice no PA00083217 | 44° 50′ 10″ nord, 0° 33′ 58″ ouest |       |
| Immeuble                                                                      | Bordeaux                      | Gironde                 | Nouvelle-Aquitaine         | inscrit    | « PA00083218 », notice no PA00083218 | 44° 50′ 10″ nord, 0° 33′ 58″ ouest |       |
| Immeuble                                                                      | Bordeaux                      | Gironde                 | Nouvelle-Aquitaine         | inscrit    | « PA00083219 », notice no PA00083219 | 44° 50′ 10″ nord, 0° 33′ 58″ ouest |       |
| Immeuble                                                                      | Bordeaux                      | Gironde                 | Nouvelle-Aquitaine         | inscrit    | « PA00083341 », notice no PA00083341 | 44° 50′ 18″ nord, 0° 34′ 04″ ouest |       |
| Immeuble                                                                      | Bordeaux                      | Gironde                 | Nouvelle-Aquitaine         | inscrit    | « PA00083344 », notice no PA00083344 | 44° 50′ 17″ nord, 0° 34′ 03″ ouest |       |
| Immeuble                                                                      | Bordeaux                      | Gironde                 | Nouvelle-Aquitaine         | inscrit    | « PA00083350 », notice no PA00083350 | 44° 50′ 16″ nord, 0° 34′ 02″ ouest |       |
| Immeuble                                                                      | Bordeaux                      | Gironde                 | Nouvelle-Aquitaine         | inscrit    | « PA00083355 », notice no PA00083355 | 44° 50′ 14″ nord, 0° 34′ 00″ ouest |       |
| Immeuble                                                                      | Bordeaux                      | Gironde                 | Nouvelle-Aquitaine         | inscrit    | « PA00083363 », notice no PA00083363 | 44° 50′ 13″ nord, 0° 33′ 59″ ouest |       |
| Immeuble                                                                      | Bordeaux                      | Gironde                 | Nouvelle-Aquitaine         | inscrit    | « PA00083364 », notice no PA00083364 | 44° 50′ 13″ nord, 0° 33′ 59″ ouest |       |
| Immeuble                                                                      | Bordeaux                      | Gironde                 | Nouvelle-Aquitaine         | inscrit    | « PA00083365 », notice no PA00083365 | 44° 50′ 13″ nord, 0° 33′ 59″ ouest |       |
| Immeuble                                                                      | Bordeaux                      | Gironde                 | Nouvelle-Aquitaine         | inscrit    | « PA00083371 », notice no PA00083371 | 44° 50′ 09″ nord, 0° 33′ 55″ ouest |       |
| Immeuble                                                                      | Bordeaux                      | Gironde                 | Nouvelle-Aquitaine         | inscrit    | « PA00083374 », notice no PA00083374 | 44° 50′ 09″ nord, 0° 33′ 55″ ouest |       |
| Immeuble                                                                      | Bordeaux                      | Gironde                 | Nouvelle-Aquitaine         | inscrit    | « PA00083377 », notice no PA00083377 | 44° 50′ 08″ nord, 0° 33′ 54″ ouest |       |
| Immeuble                                                                      | Bordeaux                      | Gironde                 | Nouvelle-Aquitaine         | inscrit    | « PA00083385 », notice no PA00083385 | 44° 50′ 07″ nord, 0° 33′ 53″ ouest |       |
| Immeuble                                                                      | Bordeaux                      | Gironde                 | Nouvelle-Aquitaine         | inscrit    | « PA00083396 », notice no PA00083396 | 44° 50′ 11″ nord, 0° 33′ 59″ ouest |       |
| Immeuble                                                                      | Bordeaux                      | Gironde                 | Nouvelle-Aquitaine         | inscrit    | « PA00083401 », notice no PA00083401 | 44° 50′ 11″ nord, 0° 34′ 00″ ouest |       |
| Immeuble                                                                      | Bordeaux                      | Gironde                 | Nouvelle-Aquitaine         | inscrit    | « PA00083215 », notice no PA00083215 | 44° 50′ 10″ nord, 0° 33′ 57″ ouest |       |
| Immeuble                                                                      | Bordeaux                      | Gironde                 | Nouvelle-Aquitaine         | inscrit    | « PA00083223 », notice no PA00083223 | 44° 50′ 12″ nord, 0° 33′ 59″ ouest |       |
| Immeuble                                                                      | Bordeaux                      | Gironde                 | Nouvelle-Aquitaine         | inscrit    | « PA00083224 », notice no PA00083224 | 44° 50′ 12″ nord, 0° 33′ 59″ ouest |       |
| Immeuble                                                                      | Bordeaux                      | Gironde                 | Nouvelle-Aquitaine         | inscrit    | « PA00083259 », notice no PA00083259 | 44° 50′ 24″ nord, 0° 34′ 09″ ouest |       |
| Immeuble                                                                      | Bordeaux                      | Gironde                 | Nouvelle-Aquitaine         | inscrit    | « PA00083264 », notice no PA00083264 | 44° 50′ 06″ nord, 0° 33′ 51″ ouest |       |
| Immeuble                                                                      | Bordeaux                      | Gironde                 | Nouvelle-Aquitaine         | inscrit    | « PA00083268 », notice no PA00083268 | 44° 50′ 05″ nord, 0° 33′ 51″ ouest |       |
| Immeuble                                                                      | Bordeaux                      | Gironde                 | Nouvelle-Aquitaine         | inscrit    | « PA00083303 », notice no PA00083303 | 44° 50′ 20″ nord, 0° 34′ 06″ ouest |       |
| Immeuble                                                                      | Bordeaux                      | Gironde                 | Nouvelle-Aquitaine         | inscrit    | « PA00083311 », notice no PA00083311 | 44° 50′ 22″ nord, 0° 34′ 07″ ouest |       |
| Immeuble                                                                      | Bordeaux                      | Gironde                 | Nouvelle-Aquitaine         | inscrit    | « PA00083314 », notice no PA00083314 | 44° 50′ 22″ nord, 0° 34′ 07″ ouest |       |
| Immeuble                                                                      | Bordeaux                      | Gironde                 | Nouvelle-Aquitaine         | inscrit    | « PA00083317 », notice no PA00083317 | 44° 50′ 22″ nord, 0° 34′ 07″ ouest |       |
| Immeuble                                                                      | Bordeaux                      | Gironde                 | Nouvelle-Aquitaine         | inscrit    | « PA00083321 », notice no PA00083321 | 44° 50′ 21″ nord, 0° 34′ 06″ ouest |       |
| Immeuble                                                                      | Bordeaux                      | Gironde                 | Nouvelle-Aquitaine         | inscrit    | « PA00083323 », notice no PA00083323 | 44° 50′ 21″ nord, 0° 34′ 06″ ouest |       |
| Immeuble                                                                      | Bordeaux                      | Gironde                 | Nouvelle-Aquitaine         | inscrit    | « PA00083347 », notice no PA00083347 | 44° 50′ 16″ nord, 0° 34′ 02″ ouest |       |
| Immeuble                                                                      | Bordeaux                      | Gironde                 | Nouvelle-Aquitaine         | inscrit    | « PA00083369 », notice no PA00083369 | 44° 50′ 10″ nord, 0° 33′ 56″ ouest |       |
| Immeuble                                                                      | Bordeaux                      | Gironde                 | Nouvelle-Aquitaine         | inscrit    | « PA00083373 », notice no PA00083373 | 44° 50′ 09″ nord, 0° 33′ 55″ ouest |       |
| Immeuble                                                                      | Bordeaux                      | Gironde                 | Nouvelle-Aquitaine         | inscrit    | « PA00083378 », notice no PA00083378 | 44° 50′ 08″ nord, 0° 33′ 54″ ouest |       |
| Immeuble                                                                      | Bordeaux                      | Gironde                 | Nouvelle-Aquitaine         | inscrit    | « PA00083381 », notice no PA00083381 | 44° 50′ 08″ nord, 0° 33′ 54″ ouest |       |
| Immeuble                                                                      | Bordeaux                      | Gironde                 | Nouvelle-Aquitaine         | inscrit    | « PA00083390 », notice no PA00083390 | 44° 50′ 06″ nord, 0° 33′ 52″ ouest |       |
| Immeuble                                                                      | Bordeaux                      | Gironde                 | Nouvelle-Aquitaine         | inscrit    | « PA00083397 », notice no PA00083397 | 44° 50′ 10″ nord, 0° 33′ 58″ ouest |       |
| Immeuble                                                                      | Bordeaux                      | Gironde                 | Nouvelle-Aquitaine         | inscrit    | « PA00083399 », notice no PA00083399 | 44° 50′ 10″ nord, 0° 33′ 58″ ouest |       |
| Château de Preyssac                                                           | Daignac                       | Gironde                 | Nouvelle-Aquitaine         | inscrit    | « PA00083536 », notice no PA00083536 | 44° 47′ 42″ nord, 0° 14′ 56″ ouest |       |
| Église Notre-Dame-de-l'Assomption de Grenade                                  | Grenade                       | Haute-Garonne           | Occitanie                  | classé     | « PA00094350 », notice no PA00094350 | 43° 46′ 16″ nord, 1° 17′ 39″ est   |       |
| Château de Rochebaron                                                         | Bas-en-Basset                 | Haute-Loire             | Auvergne-Rhône-Alpes       | classé     | « PA00092594 », notice no PA00092594 | 45° 18′ 57″ nord, 4° 06′ 00″ est   |       |
| Église du Collège                                                             | Le Puy-en-Velay               | Haute-Loire             | Auvergne-Rhône-Alpes       | classé     | « PA00092749 », notice no PA00092749 | 45° 02′ 37″ nord, 3° 53′ 08″ est   |       |
| Hôtel de Chaumeils                                                            | Le Puy-en-Velay               | Haute-Loire             | Auvergne-Rhône-Alpes       | inscrit    | « PA00092760 », notice no PA00092760 | 45° 02′ 41″ nord, 3° 53′ 03″ est   |       |
| Hôtel de Vinols                                                               | Le Puy-en-Velay               | Haute-Loire             | Auvergne-Rhône-Alpes       | inscrit    | « PA00092771 », notice no PA00092771 | 45° 02′ 41″ nord, 3° 53′ 06″ est   |       |
| Hôtel de Rosières                                                             | Le Puy-en-Velay               | Haute-Loire             | Auvergne-Rhône-Alpes       | inscrit    | « PA00092772 », notice no PA00092772 | 45° 02′ 41″ nord, 3° 53′ 03″ est   |       |
| Immeuble                                                                      | Le Puy-en-Velay               | Haute-Loire             | Auvergne-Rhône-Alpes       | inscrit    | « PA00092777 », notice no PA00092777 | 45° 02′ 38″ nord, 3° 52′ 59″ est   |       |
| Mur de soutènement                                                            | Le Puy-en-Velay               | Haute-Loire             | Auvergne-Rhône-Alpes       | inscrit    | « PA00092805 », notice no PA00092805 | 45° 02′ 43″ nord, 3° 53′ 07″ est   |       |
| Immeuble                                                                      | Le Puy-en-Velay               | Haute-Loire             | Auvergne-Rhône-Alpes       | inscrit    | « PA00092776 », notice no PA00092776 | 45° 02′ 37″ nord, 3° 52′ 59″ est   |       |
| Hôtel de ville                                                                | Le Puy-en-Velay               | Haute-Loire             | Auvergne-Rhône-Alpes       | inscrit    | « PA00092770 », notice no PA00092770 | 45° 02′ 35″ nord, 3° 53′ 01″ est   |       |
| Immeuble                                                                      | Le Puy-en-Velay               | Haute-Loire             | Auvergne-Rhône-Alpes       | inscrit    | « PA00092773 », notice no PA00092773 | 45° 02′ 38″ nord, 3° 52′ 57″ est   |       |
| Immeuble                                                                      | Le Puy-en-Velay               | Haute-Loire             | Auvergne-Rhône-Alpes       | inscrit    | « PA00092774 », notice no PA00092774 | 45° 02′ 37″ nord, 3° 52′ 58″ est   |       |
| Château de Promery                                                            | Annecy                        | Haute-Savoie            | Auvergne-Rhône-Alpes       | inscrit    | « PA00118419 », notice no PA00118419 | 45° 57′ 16″ nord, 6° 06′ 48″ est   |       |
| Château de Buchillot                                                          | Boulogne-Billancourt          | Hauts-de-Seine          | Île-de-France              | inscrit    | « PA00088072 », notice no PA00088072 | 48° 50′ 51″ nord, 2° 13′ 57″ est   |       |
| Hôtel de ville d'Aniane                                                       | Aniane                        | Hérault                 | Occitanie                  | inscrit    | « PA00103355 », notice no PA00103355 | 43° 41′ 04″ nord, 3° 35′ 12″ est   |       |
| Oppidum du Proch-Balat                                                        | Aumes                         | Hérault                 | Occitanie                  | inscrit    | « PA00103364 », notice no PA00103364 | 43° 28′ 25″ nord, 3° 27′ 41″ est   |       |
| Cloître des Carmes                                                            | Béziers                       | Hérault                 | Occitanie                  | inscrit    | « PA00103377 », notice no PA00103377 | 43° 20′ 39″ nord, 3° 12′ 53″ est   |       |
| Château de Fozières                                                           | Fozières                      | Hérault                 | Occitanie                  | inscrit    | « PA00103453 », notice no PA00103453 | 43° 45′ 09″ nord, 3° 21′ 28″ est   |       |
| Château de Lavagnac                                                           | Montagnac                     | Hérault                 | Occitanie                  | inscrit    | « PA00103512 », notice no PA00103512 | 43° 30′ 33″ nord, 3° 28′ 30″ est   |       |
| Logis du Chapeau Rouge                                                        | Montpellier                   | Hérault                 | Occitanie                  | inscrit    | « PA00103603 », notice no PA00103603 | 43° 36′ 49″ nord, 3° 52′ 48″ est   |       |
| Citadelle                                                                     | Montpellier                   | Hérault                 | Occitanie                  | inscrit    | « PA00103530 », notice no PA00103530 | 43° 36′ 42″ nord, 3° 53′ 06″ est   |       |
| Hôtel d'Aurès                                                                 | Montpellier                   | Hérault                 | Occitanie                  | inscrit    | « PA00103545 », notice no PA00103545 | 43° 36′ 37″ nord, 3° 52′ 27″ est   |       |
| Presbytère de Poussan                                                         | Poussan                       | Hérault                 | Occitanie                  | inscrit    | « PA00103672 », notice no PA00103672 | 43° 29′ 21″ nord, 3° 40′ 16″ est   |       |
| Église de la Décollation-de-Saint-Jean-Baptiste de Saint-Jean-de-la-Blaquière | Saint-Jean-de-la-Blaquière    | Hérault                 | Occitanie                  | inscrit    | « PA00103698 », notice no PA00103698 | 43° 42′ 55″ nord, 3° 25′ 24″ est   |       |
| Église Saint-Julien de Saint-Julien                                           | Saint-Julien                  | Hérault                 | Occitanie                  | inscrit    | « PA00103699 », notice no PA00103699 | 43° 33′ 57″ nord, 2° 55′ 49″ est   |       |
| Maison Jeanne Jugan                                                           | Saint-Malo                    | Ille-et-Vilaine         | Bretagne                   | inscrit    | « PA00090853 », notice no PA00090853 | 48° 38′ 03″ nord, 2° 01′ 06″ ouest |       |
| Abbaye de Déols                                                               | Déols                         | Indre                   | Centre-Val de Loire        | classé     | « PA00097335 », notice no PA00097335 | 46° 49′ 33″ nord, 1° 42′ 04″ est   |       |
| Église Saint-Georges de Lys-Saint-Georges                                     | Lys-Saint-Georges             | Indre                   | Centre-Val de Loire        | inscrit    | « PA00097389 », notice no PA00097389 | 46° 38′ 28″ nord, 1° 49′ 20″ est   |       |
| Maison                                                                        | Candes-Saint-Martin           | Indre-et-Loire          | Centre-Val de Loire        | inscrit    | « PA00097613 », notice no PA00097613 | 47° 12′ 41″ nord, 0° 04′ 26″ est   |       |
| Hôtel de la prévôté                                                           | Candes-Saint-Martin           | Indre-et-Loire          | Centre-Val de Loire        | inscrit    | « PA00097609 », notice no PA00097609 | 47° 12′ 39″ nord, 0° 04′ 24″ est   |       |
| Maison                                                                        | Candes-Saint-Martin           | Indre-et-Loire          | Centre-Val de Loire        | inscrit    | « PA00097612 », notice no PA00097612 | 47° 12′ 39″ nord, 0° 04′ 34″ est   |       |
| Maison canoniale de Candes-Saint-Martin                                       | Candes-Saint-Martin           | Indre-et-Loire          | Centre-Val de Loire        | inscrit    | « PA00097611 », notice no PA00097611 | 47° 12′ 39″ nord, 0° 04′ 29″ est   |       |
| Vieux Logis de Candes-Saint-Martin                                            | Candes-Saint-Martin           | Indre-et-Loire          | Centre-Val de Loire        | inscrit    | « PA00097614 », notice no PA00097614 | 47° 12′ 40″ nord, 0° 04′ 30″ est   |       |
| Palets de Gargantua                                                           | Charnizay                     | Indre-et-Loire          | Centre-Val de Loire        | classé     | « PA00097641 », notice no PA00097641 | 46° 55′ 29″ nord, 1° 00′ 38″ est   |       |
| Église Saint-Vincent de Chemillé-sur-Indrois                                  | Chemillé-sur-Indrois          | Indre-et-Loire          | Centre-Val de Loire        | inscrit    | « PA00097651 », notice no PA00097651 | 47° 09′ 42″ nord, 1° 10′ 01″ est   |       |
| Église Saint-Pierre de Marnay                                                 | Faye-la-Vineuse               | Indre-et-Loire          | Centre-Val de Loire        | inscrit    | « PA00097751 », notice no PA00097751 | 46° 57′ 16″ nord, 0° 21′ 21″ est   |       |
| Manoir des Hamardières                                                        | Fondettes                     | Indre-et-Loire          | Centre-Val de Loire        | inscrit    | « PA00097758 », notice no PA00097758 | 47° 23′ 57″ nord, 0° 37′ 06″ est   |       |
| Château de Genillé                                                            | Genillé                       | Indre-et-Loire          | Centre-Val de Loire        | inscrit    | « PA00097764 », notice no PA00097764 | 47° 11′ 04″ nord, 1° 05′ 44″ est   |       |
| Abbaye de la Bourdillière                                                     | Genillé                       | Indre-et-Loire          | Centre-Val de Loire        | inscrit    | « PA00097763 », notice no PA00097763 | 47° 11′ 11″ nord, 1° 05′ 12″ est   |       |
| Château du Chillou                                                            | Jaulnay                       | Indre-et-Loire          | Centre-Val de Loire        | inscrit    | « PA00097785 », notice no PA00097785 | 46° 56′ 55″ nord, 0° 25′ 44″ est   |       |
| Tour de la Maucannière                                                        | Joué-lès-Tours                | Indre-et-Loire          | Centre-Val de Loire        | inscrit    | « PA00097794 », notice no PA00097794 | 47° 21′ 36″ nord, 0° 40′ 04″ est   |       |
| Château d'Epigny                                                              | Ligueil                       | Indre-et-Loire          | Centre-Val de Loire        | inscrit    | « PA00097812 », notice no PA00097812 | 47° 02′ 12″ nord, 0° 47′ 22″ est   |       |
| Moulin Boutard                                                                | La Membrolle-sur-Choisille    | Indre-et-Loire          | Centre-Val de Loire        | inscrit    | « PA00097867 », notice no PA00097867 | 47° 26′ 40″ nord, 0° 37′ 45″ est   |       |
| Prieuré de Saint-Cosme                                                        | La Riche                      | Indre-et-Loire          | Centre-Val de Loire        | classé     | « PA00097944 », notice no PA00097944 | 47° 23′ 20″ nord, 0° 39′ 04″ est   |       |
| Château d'Ussé                                                                | Rigny-Ussé                    | Indre-et-Loire          | Centre-Val de Loire        | classé     | « PA00098034 », notice no PA00098034 | 47° 14′ 59″ nord, 0° 17′ 28″ est   |       |
| Maison de Rabelais                                                            | Seuilly                       | Indre-et-Loire          | Centre-Val de Loire        | classé     | « PA00098115 », notice no PA00098115 | 47° 08′ 26″ nord, 0° 10′ 42″ est   |       |
| Pavillons d'octroi de Tours                                                   | Tours                         | Indre-et-Loire          | Centre-Val de Loire        | classé     | « PA00098262 », notice no PA00098262 | 47° 24′ 04″ nord, 0° 41′ 01″ est   |       |
| Manoir de la tour                                                             | Le Cheylas                    | Isère                   | Auvergne-Rhône-Alpes       | inscrit    | « PA00117134 », notice no PA00117134 | 45° 22′ 15″ nord, 5° 59′ 22″ est   |       |
| Couvent de la Visitation                                                      | Salins-les-Bains              | Jura                    | Bourgogne-Franche-Comté    | inscrit    | « PA00102024 », notice no PA00102024 | 46° 56′ 32″ nord, 5° 52′ 47″ est   |       |
| Église Saint-Saturnin de Pouillé                                              | Pouillé                       | Loir-et-Cher            | Centre-Val de Loire        | inscrit    | « PA00098546 », notice no PA00098546 | 47° 19′ 03″ nord, 1° 17′ 21″ est   |       |
| Logis des hôtes                                                               | Vendôme                       | Loir-et-Cher            | Centre-Val de Loire        | inscrit    | « PA00098643 », notice no PA00098643 | 47° 47′ 29″ nord, 1° 04′ 04″ est   |       |
| Prieuré Saint-Jean-Baptiste de Villedieu-le-Château                           | Villedieu-le-Château          | Loir-et-Cher            | Centre-Val de Loire        | inscrit    | « PA00098654 », notice no PA00098654 | 47° 43′ 13″ nord, 0° 38′ 51″ est   |       |
| Croix de l'ancien cimetière de Merle                                          | Merle-Leignec                 | Loire                   | Auvergne-Rhône-Alpes       | classé     | « PA00117510 », notice no PA00117510 | 45° 23′ 45″ nord, 4° 01′ 30″ est   |       |
| Croix de Fegréac                                                              | Fégréac                       | Loire-Atlantique        | Pays de la Loire           | inscrit    | « PA00108613 », notice no PA00108613 | 47° 35′ 09″ nord, 2° 02′ 41″ ouest |       |
| Immeuble                                                                      | Nantes                        | Loire-Atlantique        | Pays de la Loire           | inscrit    | « PA00108676 », notice no PA00108676 | 47° 12′ 53″ nord, 1° 33′ 13″ ouest |       |
| Immeuble                                                                      | Nantes                        | Loire-Atlantique        | Pays de la Loire           | inscrit    | « PA00108729 », notice no PA00108729 | 47° 12′ 53″ nord, 1° 33′ 08″ ouest |       |
| Immeuble                                                                      | Nantes                        | Loire-Atlantique        | Pays de la Loire           | inscrit    | « PA00108680 », notice no PA00108680 | 47° 12′ 54″ nord, 1° 33′ 12″ ouest |       |
| Immeuble                                                                      | Nantes                        | Loire-Atlantique        | Pays de la Loire           | inscrit    | « PA00108730 », notice no PA00108730 | 47° 12′ 53″ nord, 1° 33′ 09″ ouest |       |
| Hôtel Montaudouin                                                             | Nantes                        | Loire-Atlantique        | Pays de la Loire           | inscrit    | « PA00108666 », notice no PA00108666 | 47° 13′ 09″ nord, 1° 33′ 03″ ouest |       |
| Immeuble                                                                      | Nantes                        | Loire-Atlantique        | Pays de la Loire           | inscrit    | « PA00108726 », notice no PA00108726 | 47° 12′ 52″ nord, 1° 33′ 15″ ouest |       |
| Immeuble                                                                      | Nantes                        | Loire-Atlantique        | Pays de la Loire           | inscrit    | « PA00108740 », notice no PA00108740 | 47° 12′ 52″ nord, 1° 33′ 14″ ouest |       |
| Immeuble                                                                      | Nantes                        | Loire-Atlantique        | Pays de la Loire           | inscrit    | « PA00108741 », notice no PA00108741 | 47° 12′ 52″ nord, 1° 33′ 14″ ouest |       |
| Dolmens de Kerbourg                                                           | Saint-Lyphard                 | Loire-Atlantique        | Pays de la Loire           | classé     | « PA00108809 », notice no PA00108809 | 47° 21′ 45″ nord, 2° 21′ 43″ ouest |       |
| Pont sur le Célé                                                              | Bagnac-sur-Célé               | Lot                     | Occitanie                  | inscrit    | « PA00094977 », notice no PA00094977 | 44° 39′ 01″ nord, 2° 09′ 00″ est   |       |
| Grotte du Pech Merle                                                          | Cabrerets                     | Lot                     | Occitanie                  | classé     | « PA00094994 », notice no PA00094994 | 44° 30′ 29″ nord, 1° 38′ 40″ est   |       |
| Grottes de Marcenac                                                           | Cabrerets                     | Lot                     | Occitanie                  | classé     | « PA00094992 », notice no PA00094992 | 44° 29′ 38″ nord, 1° 39′ 13″ est   |       |
| Halle de Thémines                                                             | Thémines                      | Lot                     | Occitanie                  | classé     | « PA00095276 », notice no PA00095276 | 44° 44′ 26″ nord, 1° 49′ 49″ est   |       |
| Hôtel d'Escouloubre                                                           | Agen                          | Lot-et-Garonne          | Nouvelle-Aquitaine         | inscrit    | « PA00084043 », notice no PA00084043 | 44° 12′ 06″ nord, 0° 37′ 01″ est   |       |
| Château d'Aiguillon                                                           | Aiguillon                     | Lot-et-Garonne          | Nouvelle-Aquitaine         | inscrit    | « PA00084059 », notice no PA00084059 | 44° 18′ 06″ nord, 0° 20′ 14″ est   |       |
| Église Notre-Dame-de-l'Assomption de Blaymont                                 | Blaymont                      | Lot-et-Garonne          | Nouvelle-Aquitaine         | inscrit    | « PA00084079 », notice no PA00084079 | 44° 18′ 08″ nord, 0° 51′ 50″ est   |       |
| Château de Trenqueléon                                                        | Feugarolles                   | Lot-et-Garonne          | Nouvelle-Aquitaine         | inscrit    | « PA00084118 », notice no PA00084118 | 44° 12′ 35″ nord, 0° 20′ 12″ est   |       |
| Château de Fumel                                                              | Fumel                         | Lot-et-Garonne          | Nouvelle-Aquitaine         | inscrit    | « PA00084129 », notice no PA00084129 | 44° 29′ 50″ nord, 0° 58′ 14″ est   |       |
| Château de Lafox                                                              | Lafox                         | Lot-et-Garonne          | Nouvelle-Aquitaine         | inscrit    | « PA00084140 », notice no PA00084140 | 44° 09′ 57″ nord, 0° 41′ 22″ est   |       |
| Église Saint-Étienne de Marsac                                                | Laugnac                       | Lot-et-Garonne          | Nouvelle-Aquitaine         | inscrit    | « PA00084151 », notice no PA00084151 | 44° 17′ 48″ nord, 0° 37′ 44″ est   |       |
| Maison à cornières                                                            | Monflanquin                   | Lot-et-Garonne          | Nouvelle-Aquitaine         | inscrit    | « PA00084179 », notice no PA00084179 | 44° 31′ 57″ nord, 0° 46′ 04″ est   |       |
| Maison du Prince Noir                                                         | Monflanquin                   | Lot-et-Garonne          | Nouvelle-Aquitaine         | inscrit    | « PA00084178 », notice no PA00084178 | 44° 31′ 58″ nord, 0° 46′ 07″ est   |       |
| Maison                                                                        | Puymirol                      | Lot-et-Garonne          | Nouvelle-Aquitaine         | inscrit    | « PA00084216 », notice no PA00084216 | 44° 11′ 14″ nord, 0° 47′ 45″ est   |       |
| Église Saint-Simon de Saint-Pé-Saint-Simon                                    | Saint-Pé-Saint-Simon          | Lot-et-Garonne          | Nouvelle-Aquitaine         | inscrit    | « PA00084239 », notice no PA00084239 | 43° 59′ 13″ nord, 0° 05′ 57″ est   |       |
| Maison                                                                        | Villeneuve-sur-Lot            | Lot-et-Garonne          | Nouvelle-Aquitaine         | inscrit    | « PA00084272 », notice no PA00084272 | 44° 24′ 25″ nord, 0° 42′ 18″ est   |       |
| Pont des Cieutats ou des Frères Cieutat                                       | Villeneuve-sur-Lot            | Lot-et-Garonne          | Nouvelle-Aquitaine         | inscrit    | « PA00084273 », notice no PA00084273 | 44° 24′ 22″ nord, 0° 42′ 13″ est   |       |
| Hôtel dit Logis Barrault                                                      | Angers                        | Maine-et-Loire          | Pays de la Loire           | inscrit    | « PA00108909 », notice no PA00108909 | 47° 28′ 08″ nord, 0° 33′ 18″ ouest |       |
| Château de Beaufort-en-Vallée                                                 | Beaufort-en-Anjou             | Maine-et-Loire          | Pays de la Loire           | inscrit    | « PA00108960 », notice no PA00108960 | 47° 26′ 21″ nord, 0° 13′ 10″ ouest |       |
| Fort de la Pompelle                                                           | Puisieulx                     | Marne                   | Grand Est                  | classé     | « PA00078771 », notice no PA00078771 | 49° 12′ 58″ nord, 4° 07′ 45″ est   |       |
| Camp gaulois de la pointe de Kervédan                                         | Groix                         | Morbihan                | Bretagne                   | classé     | « PA00091222 », notice no PA00091222 | 47° 38′ 24″ nord, 3° 30′ 19″ ouest |       |
| Chapelle Notre-Dame de Lézurgan                                               | Plescop                       | Morbihan                | Bretagne                   | inscrit    | « PA00091475 », notice no PA00091475 | 47° 41′ 43″ nord, 2° 50′ 41″ ouest |       |
| Château de Villars                                                            | Saint-Parize-le-Châtel        | Nièvre                  | Bourgogne-Franche-Comté    | inscrit    | « PA00113008 », notice no PA00113008 | 46° 50′ 47″ nord, 3° 07′ 23″ est   |       |
| Relais de poste de Chéreng (élévation, toiture)                               | Chéreng                       | Nord                    | Hauts-de-France            | inscrit    | « PA00107430 », notice no PA00107430 | 50° 36′ 41″ nord, 3° 12′ 19″ est   |       |
| Château de Fontaine (Croix) (douves, parc, porte, élévation, toiture)         | Croix                         | Nord                    | Hauts-de-France            | inscrit    | « PA00107442 », notice no PA00107442 | 50° 39′ 40″ nord, 3° 09′ 35″ est   |       |
| Couvent des Capucins                                                          | Douai                         | Nord                    | Hauts-de-France            | inscrit    | « PA00107450 », notice no PA00107450 | 50° 22′ 08″ nord, 3° 04′ 18″ est   |       |
| Chapelle Lejeune                                                              | Féron                         | Nord                    | Hauts-de-France            | inscrit    | « PA00107523 », notice no PA00107523 | 50° 02′ 56″ nord, 4° 01′ 04″ est   |       |
| Chapelle Sainte-Aldegonde de Waudrechies                                      | Flaumont-Waudrechies          | Nord                    | Hauts-de-France            | inscrit    | « PA00107528 », notice no PA00107528 | 50° 07′ 32″ nord, 3° 57′ 32″ est   |       |
| Chapelle octogonale de Marcq-en-Barœul                                        | Marcq-en-Barœul               | Nord                    | Hauts-de-France            | classé     | « PA00107737 », notice no PA00107737 | 50° 40′ 45″ nord, 3° 05′ 00″ est   |       |
| Église Saint-Omer de Millam                                                   | Millam                        | Nord                    | Hauts-de-France            | inscrit    | « PA00107754 », notice no PA00107754 | 50° 51′ 19″ nord, 2° 14′ 51″ est   |       |
| Hôtel de ville de Morbecque                                                   | Morbecque                     | Nord                    | Hauts-de-France            | inscrit    | « PA00107759 », notice no PA00107759 | 50° 41′ 36″ nord, 2° 31′ 02″ est   |       |
| Chapelle Notre-Dame des Malades                                               | Mouvaux                       | Nord                    | Hauts-de-France            | inscrit    | « PA00107761 », notice no PA00107761 | 50° 41′ 45″ nord, 3° 07′ 49″ est   |       |
| Chapelle Notre-Dame-de-Bon-Secours de Ramousies                               | Ramousies                     | Nord                    | Hauts-de-France            | inscrit    | « PA00107781 », notice no PA00107781 | 50° 06′ 57″ nord, 4° 02′ 21″ est   |       |
| Ferme de Rempsies                                                             | Ramousies                     | Nord                    | Hauts-de-France            | inscrit    | « PA00107782 », notice no PA00107782 | 50° 07′ 18″ nord, 4° 01′ 50″ est   |       |
| Chapelle Saint-Lienard-et-Notre-Dame-de-Messine de Saint-Hilaire-sur-Helpe    | Saint-Hilaire-sur-Helpe       | Nord                    | Hauts-de-France            | inscrit    | « PA00107802 », notice no PA00107802 | 50° 07′ 59″ nord, 3° 54′ 19″ est   |       |
| Église Saint-Rémi de Sémeries                                                 | Sémeries                      | Nord                    | Hauts-de-France            | inscrit    | « PA00107815 », notice no PA00107815 | 50° 07′ 13″ nord, 4° 00′ 10″ est   |       |
| Château de Flers                                                              | Villeneuve-d'Ascq             | Nord                    | Hauts-de-France            | inscrit    | « PA00107880 », notice no PA00107880 | 50° 38′ 09″ nord, 3° 07′ 58″ est   |       |
| Petit pavillon d'Annapes                                                      | Villeneuve-d'Ascq             | Nord                    | Hauts-de-France            | inscrit    | « PA00107883 », notice no PA00107883 | 50° 38′ 18″ nord, 3° 09′ 37″ est   |       |
| Justice de paix de Zegerscappel                                               | Zegerscappel                  | Nord                    | Hauts-de-France            | inscrit    | « PA00107897 », notice no PA00107897 | 50° 53′ 17″ nord, 2° 22′ 56″ est   |       |
| Église Saint-Nicolas de Catillon                                              | Catillon-Fumechon             | Oise                    | Hauts-de-France            | inscrit    | « PA00114566 », notice no PA00114566 | 49° 31′ 01″ nord, 2° 22′ 11″ est   |       |
| Remparts                                                                      | Compiègne                     | Oise                    | Hauts-de-France            | inscrit    | « PA00115000 », notice no PA00115000 | 49° 24′ 53″ nord, 2° 49′ 34″ est   |       |
| Église Saint-Martin de Bouillant                                              | Crépy-en-Valois               | Oise                    | Hauts-de-France            | inscrit    | « PA00114657 », notice no PA00114657 | 49° 14′ 11″ nord, 2° 54′ 16″ est   |       |
| Porte de Paris                                                                | Crépy-en-Valois               | Oise                    | Hauts-de-France            | classé     | « PA00114666 », notice no PA00114666 | 49° 13′ 57″ nord, 2° 53′ 11″ est   |       |
| Église Saint-Pierre-et-Saint-Paul de Fitz-James                               | Fitz-James                    | Oise                    | Hauts-de-France            | inscrit    | « PA00114686 », notice no PA00114686 | 49° 23′ 20″ nord, 2° 25′ 59″ est   |       |
| Couvent des Cordeliers de Notre-Dame-de-la-Garde                              | La Neuville-en-Hez            | Oise                    | Hauts-de-France            | inscrit    | « PA00114777 », notice no PA00114777 | 49° 23′ 53″ nord, 2° 19′ 34″ est   |       |
| Hôtel Arnette de la Charlonny                                                 | Noyon                         | Oise                    | Hauts-de-France            | inscrit    | « PA00114789 », notice no PA00114789 | 49° 34′ 49″ nord, 2° 59′ 51″ est   |       |
| Porte                                                                         | Le Plessier-sur-Saint-Just    | Oise                    | Hauts-de-France            | inscrit    | « PA00114810 », notice no PA00114810 | 49° 30′ 35″ nord, 2° 27′ 06″ est   |       |
| Porte                                                                         | Le Plessier-sur-Saint-Just    | Oise                    | Hauts-de-France            | inscrit    | « PA00114809 », notice no PA00114809 | 49° 30′ 33″ nord, 2° 27′ 03″ est   |       |
| Église Saint-Laurent de Rocquemont                                            | Rocquemont                    | Oise                    | Hauts-de-France            | inscrit    | « PA00114842 », notice no PA00114842 | 49° 15′ 32″ nord, 2° 49′ 18″ est   |       |
| Église Saint-Georges de Bray                                                  | Rully                         | Oise                    | Hauts-de-France            | inscrit    | « PA00114848 », notice no PA00114848 | 49° 14′ 11″ nord, 2° 41′ 20″ est   |       |
| Château de Saintines                                                          | Saintines                     | Oise                    | Hauts-de-France            | inscrit    | « PA00114878 », notice no PA00114878 | 49° 18′ 31″ nord, 2° 46′ 14″ est   |       |
| Église Saint-Georges d'Ully-Saint-Georges                                     | Ully-Saint-Georges            | Oise                    | Hauts-de-France            | classé     | « PA00114933 », notice no PA00114933 | 49° 16′ 48″ nord, 2° 16′ 52″ est   |       |
| Église Saint-Léger de Vauciennes                                              | Vauciennes                    | Oise                    | Hauts-de-France            | inscrit    | « PA00114938 », notice no PA00114938 | 49° 14′ 12″ nord, 3° 01′ 51″ est   |       |
| Chapelle Sainte-Geneviève de Chavres                                          | Vauciennes                    | Oise                    | Hauts-de-France            | inscrit    | « PA00114937 », notice no PA00114937 | 49° 12′ 56″ nord, 2° 59′ 43″ est   |       |
| Ferme de Saint-Mard                                                           | Vez                           | Oise                    | Hauts-de-France            | inscrit    | « PA00114954 », notice no PA00114954 | 49° 15′ 23″ nord, 3° 00′ 34″ est   |       |
| Hôtel Beauharnais                                                             | 7e arrondissement de Paris    | Paris                   | Île-de-France              | classé     | « PA00088693 », notice no PA00088693 | 48° 51′ 39″ nord, 2° 19′ 20″ est   |       |
| Crypte de Calais                                                              | Calais                        | Pas-de-Calais           | Hauts-de-France            | inscrit    | « PA00108245 », notice no PA00108245 | 50° 57′ 32″ nord, 1° 50′ 56″ est   |       |
| Hôtel de ville de Saint-Venant                                                | Saint-Venant                  | Pas-de-Calais           | Hauts-de-France            | inscrit    | « PA00108426 », notice no PA00108426 | 50° 37′ 26″ nord, 2° 32′ 57″ est   |       |
| Borne milliaire de Brossel                                                    | Le Broc                       | Puy-de-Dôme             | Auvergne-Rhône-Alpes       | classé     | « PA00091923 », notice no PA00091923 | 45° 29′ 29″ nord, 3° 16′ 12″ est   |       |
| Croix de chemin de Masselèbre                                                 | Chaumont-le-Bourg             | Puy-de-Dôme             | Auvergne-Rhône-Alpes       | classé     | « PA00091973 », notice no PA00091973 |                                    |       |
| Calvaire de Sainte-Marguerite                                                 | Escoutoux                     | Puy-de-Dôme             | Auvergne-Rhône-Alpes       | classé     | « PA00092122 », notice no PA00092122 | 45° 49′ 51″ nord, 3° 31′ 18″ est   |       |
| Hôtel des ducs de Bouillon                                                    | Maringues                     | Puy-de-Dôme             | Auvergne-Rhône-Alpes       | inscrit    | « PA00092167 », notice no PA00092167 | 45° 55′ 15″ nord, 3° 19′ 49″ est   |       |
| Chapelle des Pénitents blancs                                                 | Marsac-en-Livradois           | Puy-de-Dôme             | Auvergne-Rhône-Alpes       | inscrit    | « PA00092173 », notice no PA00092173 | 45° 28′ 44″ nord, 3° 43′ 43″ est   |       |
| Porte fortifiée de Montpeyroux                                                | Montpeyroux                   | Puy-de-Dôme             | Auvergne-Rhône-Alpes       | inscrit    | « PA00092207 », notice no PA00092207 | 45° 37′ 19″ nord, 3° 12′ 16″ est   |       |
| Chapelle de la Trinité de Prunet-et-Belpuig                                   | Prunet-et-Belpuig             | Pyrénées-Orientales     | Occitanie                  | classé     | « PA00104104 », notice no PA00104104 | 42° 33′ 44″ nord, 2° 37′ 31″ est   |       |
| Église Sainte-Marie-Magdeleine de Saint-Mamert                                | Saint-Mamert                  | Rhône                   | Auvergne-Rhône-Alpes       | inscrit    | « PA00118050 », notice no PA00118050 | 46° 15′ 05″ nord, 4° 34′ 57″ est   |       |
| Église de la Nativité-de-Saint-Jean-Baptiste de Ternand                       | Ternand                       | Rhône                   | Auvergne-Rhône-Alpes       | classé     | « PA00118075 », notice no PA00118075 | 45° 56′ 38″ nord, 4° 31′ 46″ est   |       |
| Église Saint-Jean-Baptiste de Simandre                                        | Simandre                      | Saône-et-Loire          | Bourgogne-Franche-Comté    | inscrit    | « PA00113478 », notice no PA00113478 | 46° 37′ 29″ nord, 4° 59′ 18″ est   |       |
| Abbaye Saint-Philibert                                                        | Tournus                       | Saône-et-Loire          | Bourgogne-Franche-Comté    | classé     | « PA00113488 », notice no PA00113488 | 46° 33′ 57″ nord, 4° 54′ 31″ est   |       |
| Fontaine en granit de Modane                                                  | Modane                        | Savoie                  | Auvergne-Rhône-Alpes       | inscrit    | « PA00118275 », notice no PA00118275 | 45° 12′ 07″ nord, 6° 40′ 23″ est   |       |
| Église Saint-Bernard-des-Alpes de Val-d'Isère                                 | Val-d'Isère                   | Savoie                  | Auvergne-Rhône-Alpes       | inscrit    | « PA00118313 », notice no PA00118313 | 45° 26′ 52″ nord, 6° 58′ 54″ est   |       |
| Château de Fleury-en-Bière                                                    | Fleury-en-Bière               | Seine-et-Marne          | Île-de-France              | classé     | « PA00086964 », notice no PA00086964 | 48° 26′ 45″ nord, 2° 32′ 53″ est   |       |
| Château de Saint-Ange                                                         | Villecerf                     | Seine-et-Marne          | Île-de-France              | inscrit    | « PA00087319 », notice no PA00087319 | 48° 19′ 18″ nord, 2° 51′ 49″ est   |       |
| Immeuble                                                                      | Rouen                         | Seine-Maritime          | Normandie                  | inscrit    | « PA00100915 », notice no PA00100915 | 49° 26′ 25″ nord, 1° 05′ 47″ est   |       |
| Abbaye de Valmont                                                             | Valmont                       | Seine-Maritime          | Normandie                  | classé     | « PA00101075 », notice no PA00101075 | 49° 44′ 40″ nord, 0° 30′ 55″ est   |       |
| Église Saint-Samson de Moyenneville                                           | Moyenneville                  | Somme                   | Hauts-de-France            | classé     | « PA00116206 », notice no PA00116206 | 50° 04′ 16″ nord, 1° 44′ 59″ est   |       |
| Maison Gorsse                                                                 | Cordes-sur-Ciel               | Tarn                    | Occitanie                  | classé     | « PA00095534 », notice no PA00095534 | 44° 03′ 47″ nord, 1° 57′ 11″ est   |       |
| Église Notre-Dame de Bouillac                                                 | Bouillac                      | Tarn-et-Garonne         | Occitanie                  | classé     | « PA00095710 », notice no PA00095710 | 43° 50′ 34″ nord, 1° 07′ 10″ est   |       |
| Maisons entourant la place de la Liberté                                      | Castelsagrat                  | Tarn-et-Garonne         | Occitanie                  | inscrit    | « PA00095722 », notice no PA00095722 | 44° 11′ 01″ nord, 0° 56′ 48″ est   |       |
| Château de Féneyrols                                                          | Féneyrols                     | Tarn-et-Garonne         | Occitanie                  | inscrit    | « PA00095748 », notice no PA00095748 | 44° 07′ 48″ nord, 1° 49′ 14″ est   |       |
| Château de Piquecos                                                           | Piquecos                      | Tarn-et-Garonne         | Occitanie                  | classé     | « PA00095851 », notice no PA00095851 | 44° 06′ 06″ nord, 1° 18′ 57″ est   |       |
| Château des marquis de Pompignan                                              | Pompignan                     | Tarn-et-Garonne         | Occitanie                  | inscrit    | « PA00095853 », notice no PA00095853 | 43° 49′ 01″ nord, 1° 18′ 47″ est   |       |
| Allée couverte du Blanc Val                                                   | Presles                       | Val-d'Oise              | Île-de-France              | classé     | « PA00080175 », notice no PA00080175 | 49° 06′ 13″ nord, 2° 17′ 00″ est   |       |
| Vestiges archéologiques de Draguignan                                         | Draguignan                    | Var                     | Provence-Alpes-Côte d'Azur | inscrit    | « PA00081592 », notice no PA00081592 | 43° 31′ 45″ nord, 6° 27′ 15″ est   |       |
| Olbia-Pomponiana                                                              | Hyères                        | Var                     | Provence-Alpes-Côte d'Azur | classé     | « PA00081638 », notice no PA00081638 | 43° 04′ 52″ nord, 6° 07′ 20″ est   |       |
| Hôtel de ville de Saint-Maximin-la-Sainte-Baume                               | Saint-Maximin-la-Sainte-Baume | Var                     | Provence-Alpes-Côte d'Azur | classé     | « PA00081711 », notice no PA00081711 | 43° 27′ 11″ nord, 5° 51′ 48″ est   |       |
| Chapelle Sainte-Anne de Saint-Tropez                                          | Saint-Tropez                  | Var                     | Provence-Alpes-Côte d'Azur | classé     | « PA00081720 », notice no PA00081720 | 43° 15′ 27″ nord, 6° 38′ 25″ est   |       |
| Hôtel Berton des Balbes de Crillon                                            | Avignon                       | Vaucluse                | Provence-Alpes-Côte d'Azur | classé     | « PA00081848 », notice no PA00081848 | 43° 56′ 48″ nord, 4° 48′ 29″ est   |       |
| Hôpital Sainte-Marthe                                                         | Avignon                       | Vaucluse                | Provence-Alpes-Côte d'Azur | inscrit    | « PA00081837 », notice no PA00081837 | 43° 56′ 57″ nord, 4° 49′ 07″ est   |       |
| Église Saint-Christophe de Mesnard-la-Barotière                               | Mesnard-la-Barotière          | Vendée                  | Pays de la Loire           | inscrit    | « PA00110170 », notice no PA00110170 | 46° 51′ 36″ nord, 1° 05′ 49″ ouest |       |
| Église Saint-Martin de Coussay-les-Bois                                       | Coussay-les-Bois              | Vienne                  | Nouvelle-Aquitaine         | inscrit    | « PA00105442 », notice no PA00105442 | 46° 48′ 30″ nord, 0° 44′ 36″ est   |       |
| Abbaye de Vauluisant                                                          | Courgenay                     | Yonne                   | Bourgogne-Franche-Comté    | classé     | « PA00113657 », notice no PA00113657 | 48° 15′ 55″ nord, 3° 32′ 10″ est   |       |
| Sépulture en fosse de Bonnières-sur-Seine                                     | Bonnières-sur-Seine           | Yvelines                | Île-de-France              | classé     | « PA00087377 », notice no PA00087377 | 49° 02′ 01″ nord, 1° 35′ 08″ est   |       |
| Église Saint-Victor de Guyancourt                                             | Guyancourt                    | Yvelines                | Île-de-France              | inscrit    | « PA00087450 », notice no PA00087450 | 48° 46′ 17″ nord, 2° 04′ 12″ est   |       |
| Immeuble                                                                      | Versailles                    | Yvelines                | Île-de-France              | classé     | « PA00087753 », notice no PA00087753 | 48° 48′ 21″ nord, 2° 08′ 18″ est   |       |